# Андреа Мінгуцці
Андреа Мінгуцці  (італ. Andrea Minguzzi; нар. 1 лютого 1982) — італійський борець греко-римського стилю, олімпійський чемпіон.

## Виступи на Олімпіадах
| Олімпіада  | Дисципліна | Місце |
| ---------- | ---------- | ----- |
| Афіни 2004 | до 84 кг   | 17    |
| Пекін 2008 | до 84 кг   | 1     |